# Пансио
Па́нсио (фин. Pansio) — район города Турку, входящий в территориальный округ Пансио-Юрккяля.
Район является одним из шести территориальных образований города с наибольшим процентом безработного населения. На 2006 год от всех проживающих 14,2 % были безработными.

## Географическое положение
Район расположен к западу от центральной части города Турку с выходом к Архипелаговому морю.

## Население
В 2006 году население района составляло 2809 человек, из которых дети моложе 15 лет — 19,25 %, а старше 65 лет — 11,85 %. Финским языком в качестве родного владели 87,82 %, шведским — 1,55 %, а другими языками — 10,93 % населения района.